# Ettore Tito
Ettore Tito (Castellammare di Stabia, 15 dicembre 1859 – Venezia, 26 giugno 1941) è stato un pittore e scultore italiano.

## Biografia

### Formazione

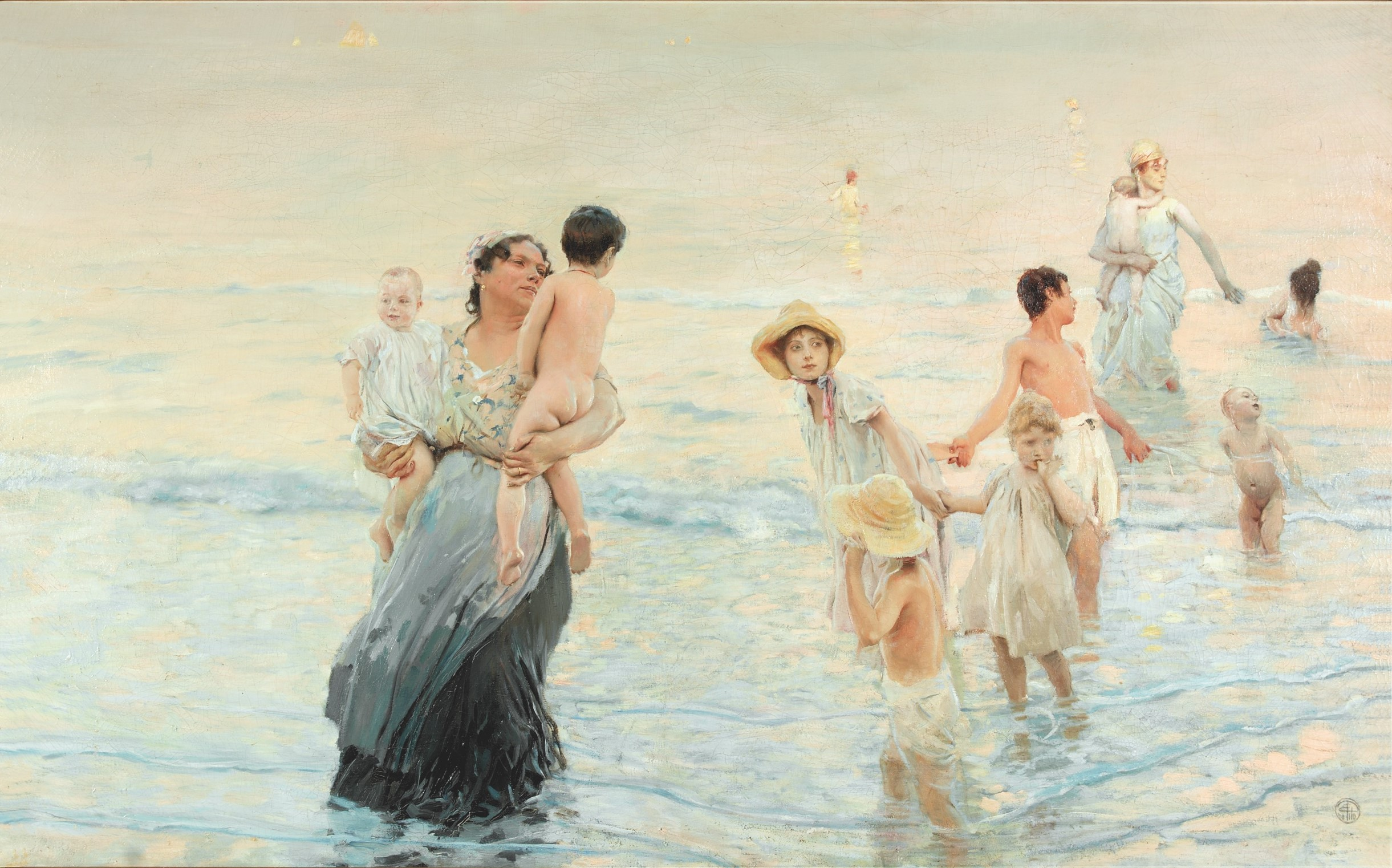
Ettore Tito, Luglio (1894; olio su tela, 55 x 97 cm; Trissino, Villa Marzotto).

Ettore Tito nacque a Castellammare di Stabia il 15 dicembre 1859 da Ubaldo Tito, capitano della marina mercantile e Luigia Novello.
Sua madre era veneziana, e nel 1867, quando era ancora un ragazzino, la famiglia si trasferì a Venezia dove egli avrebbe vissuto per il resto della sua vita. Iniziò giovanissimo gli studi artistici, dapprima con l'artista olandese Cecil van Haanen, di cui sarà amico per tutta la vita, e poi all'Accademia di Belle Arti, dove entrò all'età di 12 anni, prima ancora di aver raggiunto l'età legale per l'ammissione. All'Accademia studiò principalmente con Pompeo Marino Molmenti e si diplomò all'età di 17 anni.

### Carriera
Il suo primo grande successo arriva nel 1887 quando il suo dipinto Pescheria vecchia (raffigurazione dell'antico mercato del pesce al Rialto) ottenne grandi consensi all'Esposizione Nazionale Artistica di Venezia e successivamente venne acquistato dalla Galleria nazionale d'arte moderna e contemporanea di Roma.
Nel 1894 Tito succede a Pompeo Molmenti come Professore di Pittura all'Accademia di Venezia, incarico che ricopre fino al 1927. Tra i suoi allievi vi sono Eugenio Da Venezia, Cesare Mainella, Lucillo Grassi, Giuseppe Ciardi, Giovanni Korompay, Guido Marussig, Domenico Failutti, il pittore del realismo magico Cagnaccio di San Pietro,Galileo Cattabriga e Raffaele Boschini.
I suoi primi dipinti furono in gran parte raffigurazioni di persone, vita quotidiana e paesaggi di Venezia e del Veneto. Dopo il 1900 si rivolse sempre più a soggetti mitologici e simbolici ispirati alla pittura veneziana del XVIII secolo, sia per i suoi dipinti ad olio che per i murales che dipinse a Villa Berlinghieri a Roma e a Palazzo Martinengo a Venezia. Alla fine del XIX secolo, gli vennero anche commissionati disegni e schizzi per illustrare diverse riviste britanniche e americane, tra cui The Graphic, Scribner's Magazine e Punch. In un allontanamento dal suo stile abituale, produsse in Art Déco quattro proverbi con raffigurazioni di donne emancipate per una rivista francese negli anni '20. Uno di questi, Aide-toi, le ciel t'aidera ("Il paradiso aiuta coloro che si aiutano da soli") è esposto al Victoria and Albert Museum.
Le sue opere divennero molto popolari in Italia, tanto da essere viste in ogni Biennale di Venezia dal suo inizio nel 1895 fino al 1914 e di nuovo nel 1920 quando la Biennale riprese dopo la prima guerra mondiale. Alla Biennale del 1897 vinse il Premio Città di Venezia e alla Biennale del 1903 la Grande Medaglia d'Oro. Nel 1909 un'intera sala della Biennale fu dedicata a una retrospettiva del suo lavoro con 45 dipinti e una scultura in bronzo di Pegaso in mostra.  Intere sale dedicate al suo lavoro furono presentate anche alle Biennali del 1922, 1930 e 1936.

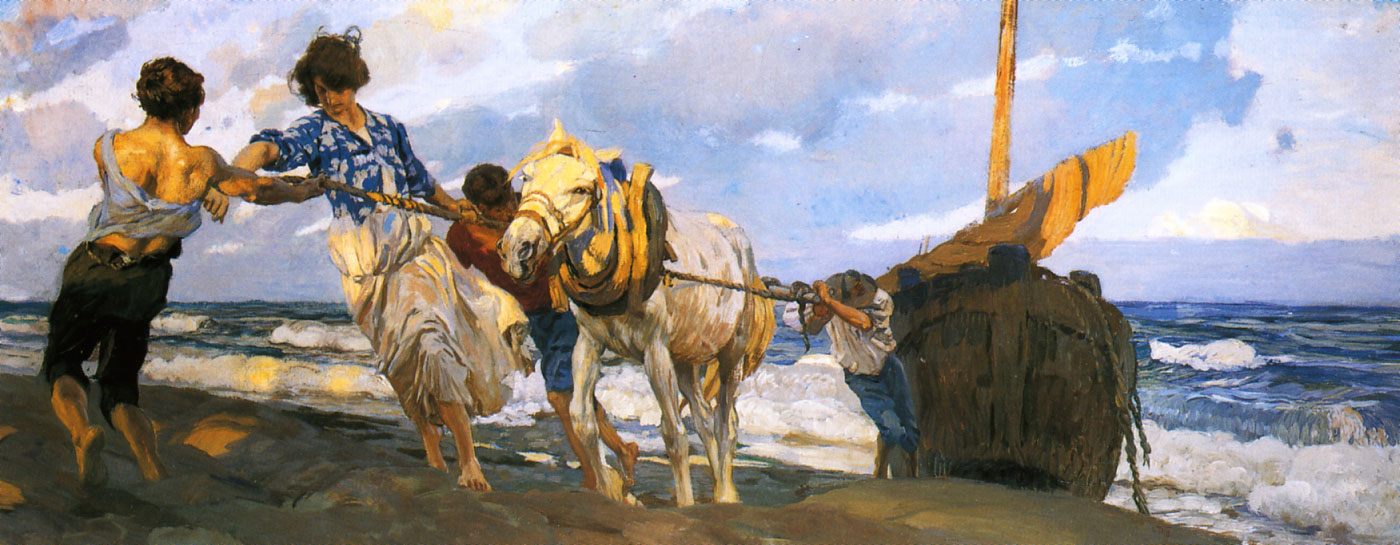
La gomena (1910)

All'estero il dipinto Chioggia vinse una medaglia d'oro all'Esposizione Universale di Parigi del 1900 e fu successivamente acquistata dal Museo del Lussemburgo. Il suo dipinto, La gomena, vinse il Gran Premio all'Esposizione internazionale di Bruxelles nel 1910, e nel 1915 fu insignito del Gran Premio per la pittura italiana all'Esposizione internazionale Panama-Pacifico di San Francisco. Fu inoltre esposta una mostra di 18 sue tele tenutosi a Los Angeles nel 1926, anno in cui fu anche nominato membro della Reale Accademia d'Italia.
Tito faceva parte di un gruppo di pittori con stretti legami con la comunità di espatriati inglesi e americani a Venezia che aveva il suo fulcro a Palazzo Barbaro ed era amico sia di John Singer Sargent che di Isabella Stewart Gardner. Nel corso degli anni anche le proprietà di famiglia, Villa Tito a Riviera del Brenta e Palazzetto Tito a Venezia, furono luoghi di ritrovo per artisti come Anders Zorn, Ludwig Passini, Luigi Nono e Mariano Fortuny così come musicisti e scrittori. Ha dipinto i ritratti di molti membri della sua cerchia e delle loro famiglie tra cui: il compositore Ermanno Wolf-Ferrari; lo storico dell'arte Corrado Ricci; il poeta Nadja Malacrida; il giornalista Luigi Albertini; l'artista Nerina Pisani (il cui marito, Giuseppe Volpi, e i loro figli furono anch'essi ritratti da Tito); l'artista Rita D'Aronco, figlia dell'amico intimo di Tito, Raimondo D'Aronco; i figli di Edith e Cosimo Rucellai; e Dina Velluti, sorella dello scultore veneziano Gigetto Velluti.

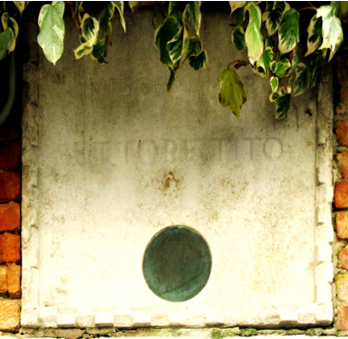
Lapide sulla sua casa a Venezia, Dorsoduro 2827

### Ultimi anni

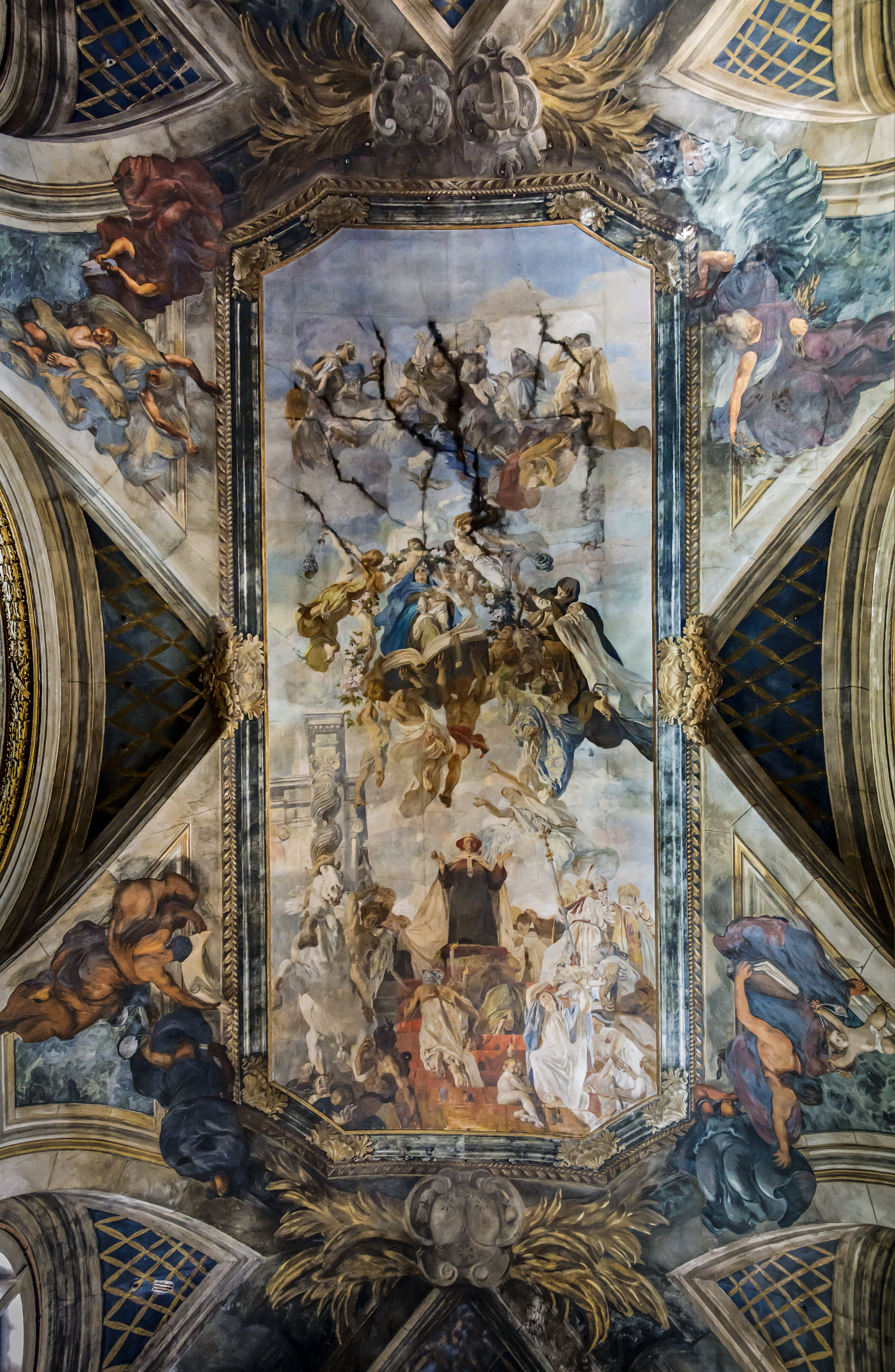
Proclamazione della maternità della Vergine al concilio di Efeso di Ettore Tito, soffitto della chiesa di Santa Maria di Nazareth

Una delle commissioni più importanti dei suoi ultimi anni arrivò nel 1929, quando all'età di 70 anni venne incaricato del rifacimento del soffitto nella chiesa di Santa Maria di Nazareth a Venezia e gli fu chiesto di realizzare un dipinto di 400 metri quadrati per la volta della chiesa in sostituzione di quella di Tiepolo distrutta nella prima guerra mondiale. La sua ultima grande opera, I maestri veneziani venne completata nel 1937 ed esposta alla Biennale di Venezia del 1940. Considerata il suo "testamento spirituale", il dipinto raffigura Venezia personificata come una giovane donna attorniata dai più grandi artisti della città (Tiepolo, Veronese, Tiziano e Tintoretto) che le rendono omaggio e da Goldoni e Arlecchino.
Sempre a Venezia realizzò per committenze private vari affreschi tra cui, ad esempio, quello del grande salone da ballo del Palazzo D'Anna Viaro Martinengo Volpi di Misurata, sempre in stile tiepolesco.
Tito morì a Venezia il 26 giugno 1941 all'età di 81 anni. Anche suo figlio Luigi Tito (1907–1991) fu un noto pittore. Il figlio di Luigi, Pietro Giuseppe (Eppe) Tito (nato nel 1959), deceduto nel 2022, divenne un apprezzato scultore.  Nel settembre 2003 si è tenuta presso Villa Pisani di Stra una retrospettiva delle opere di Ettore, Luigi e Pietro Giuseppe Tito.

## Opere pittoriche

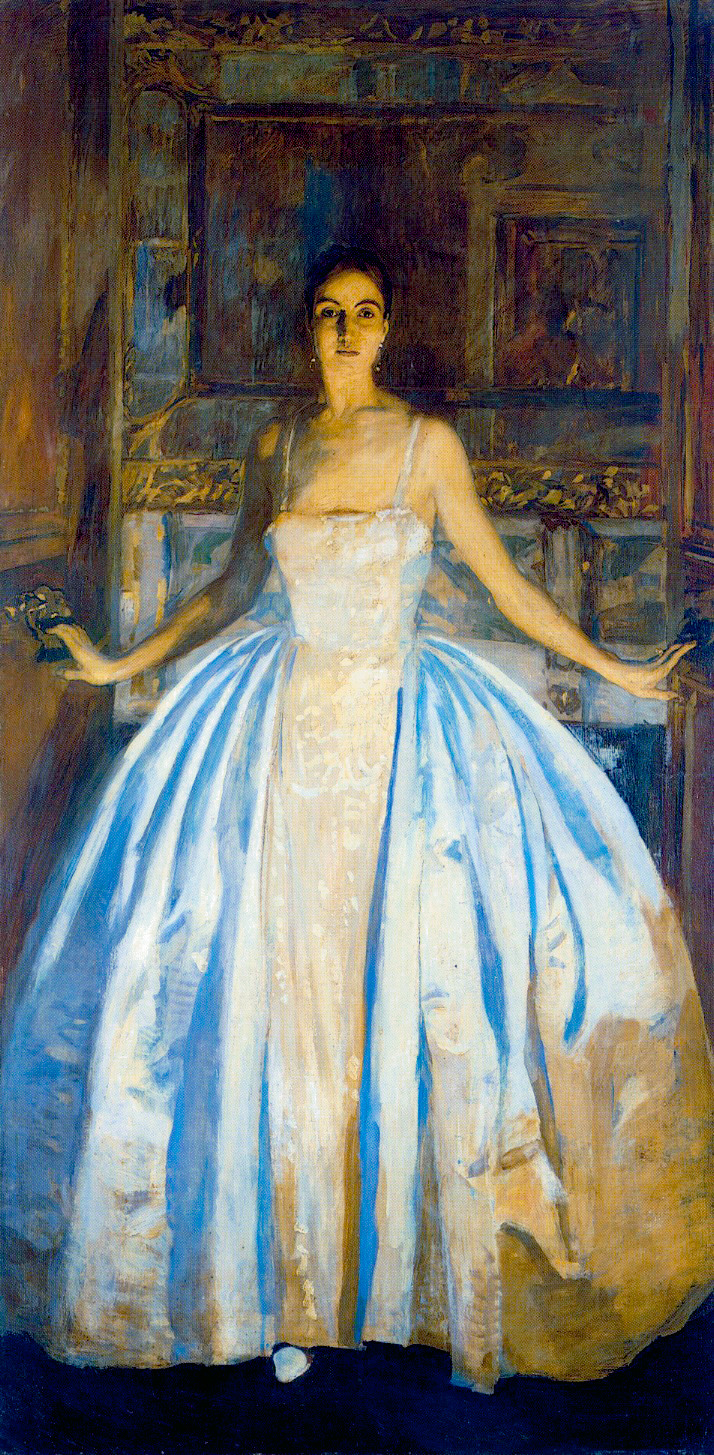
Ritratto dalla Marchesa Malacrida (1926)

Numerosi dipinti di Tito sono conservati in collezioni private, fra le quali la più notabile è la Collezione Antonveneta. Quelli permanentemente esposti in musei includono:
- La pescheria vecchia a Venezia (1887), Galleria nazionale d'arte moderna e contemporanea, Roma
- Breezy Day in Venice (1891), Museum of Fine Arts, Boston
- Autunno, (1897) Ca' Pesaro, Galleria internazionale d'arte moderna, Venezia
- Sulla laguna (1897), Ca' Pesaro, Galleria internazionale d'arte moderna, Venezia
- Chioggia (1898), Museo d'Orsay, Parigi
- L'ondina (1900-1910), Museo civico di Modena
- L'onda (1902), Museo de Arte Italiano, Lima
- La nascita di Venere (1903), Ca' Pesaro, Galleria internazionale d'arte moderna, Venezia
- Dopo la pioggia a Chioggia (1905), Galleria d'arte moderna Ricci Oddi, Piacenza
- L'amazzone (1906), Raccolte Frugone, Museo Villa Grimaldi Fassio, Genova
- Baccanale (1906), Galleria d'Arte Moderna, Milano
- Pagine d'amore (1907), Raccolte Frugone, Museo Villa Grimaldi Fassio, Genova
- Amore e le Parche (1909), Galleria d'Arte Moderna, Palermo
- Il bagno (1909), Museo d'Orsay, Parigi
- Le dune (1909), Galleria d'arte moderna, Firenze
- La gomena (1909), Galleria nazionale d'arte moderna e contemporanea, Roma
- Laguna (1910), Raccolte Frugone, Museo Villa Grimaldi Fassio, Genova
- Oxen Plowing (1911), Brooklyn Museum, New York
- Le ninfe (1911), Galleria d'arte moderna Ricci Oddi, Piacenza
- Autunno (1914), Galleria nazionale d'arte moderna e contemporanea, Roma
- Autoritratto (1919), Galleria degli Uffizi, Firenze
- L'aria e l'acqua (1922), Art Gallery of New South Wales, Sydney
- Ritratto della Marchesa Malacrida (1926), Ca' Pesaro, Galleria internazionale d'arte moderna, Venezia